# المنصوریة
المنصوریة (به عربی: منصوریه) یک منطقهٔ مسکونی در لبنان است که در استان جبل لبنان واقع شده‌است.

## خصوصیات
المنصوریة ۲٫۸۳ کیلومترمربع مساحت دارد.